# Капитолий штата Калифорния
Капито́лий шта́та Калифо́рния (англ. California State Capitol) находится в городе Сакраменто (Sacramento) — столице штата Калифорния (State of California). В нём проводит свои заседания легислатура Калифорнии, состоящая из Ассамблеи и Сената штата Калифорния.
Здание служит одновременно музеем и резиденцией правительства Калифорнии.

## История
В 1850 году Калифорния стала 31-м штатом в составе США. 28 февраля 1854 года столица штата была окончательно перенесена в город Сакраменто.
Первоначальный проект строительства Капитолия штата Калифорния был готов в 1856 году. Начало строительства было задержано в связи с проблемами финансирования и выбора места для капитолия. Окончательное решение о строительстве капитолия было подписано 29 марта 1860 года губернатором Калифорнии Джоном Дауни. Авторами дизайна капитолия были архитекторы Рубен Кларк (Reuben Clark) и М. Ф. Батлер (M. F. Butler).
Строительство капитолия началось 4 декабря 1860 года и заняло около 14 лет. Здание было частично закончено в 1869 году, и оно использовалось для заседаний легислатуры штата. Полностью здание было достроено к 1874 году, и с 1874 по 1889 год являлось самым высоким зданием Калифорнии. Изначально на строительство капитолия было выделено 100 тысяч долларов, а реальные расходы на момент окончания строительства составили 2,5 миллиона долларов.
В 1949—1952 годах к капитолию было пристроено восточное крыло (англ. East Annex). Для этого пришлось разрушить апсиду — один из важных архитектурных элементов изначального проекта капитолия.
16 января 2001 года капитолий подвергся атаке психически больного водителя 18-колёсного грузовика Майка Боуэрса (Mike Bowers), который умышленно на большой скорости врезался в здание со стороны южного портика. В результате удара и последующего пожара, вызванного разлившимся горючим из бензобака, зданию капитолия был нанесён многомиллионный ущерб. Водитель грузовика погиб, но никто из людей, находившихся в здании капитолия и рядом с ним, не пострадал. Грузовик был нагружен двадцатью тоннами консервированного сгущённого молока.
К концу июля 2023 года Восточная пристройка Капитолия была снесена в рамках проекта модернизации Капитолия стоимостью 1,2 миллиарда долларов. Согласно веб-сайту проекта (2021 год), реконструкция пристройки необходима для соблюдения Закона об американцах с ограниченными возможностями, обновления строительных норм, например спринклерной системы, и устранения опасности. Три основных направления проекта включают в себя строительство новой пристройки, создание подземного гаража для нового здания и создание подземного центра посетителей.

## Архитектура
Капитолий штата Калифорния построен в неоклассическом стиле, являющемся адаптацией римского варианта коринфского стиля.

## Фотогалерея
- Капитолий штата Калифорния
- Зал заседаний Сената штата
- Зал заседаний Ассамблеи штата
- Вход в офис губернатора
- Ротонда капитолия